# Кёльбе

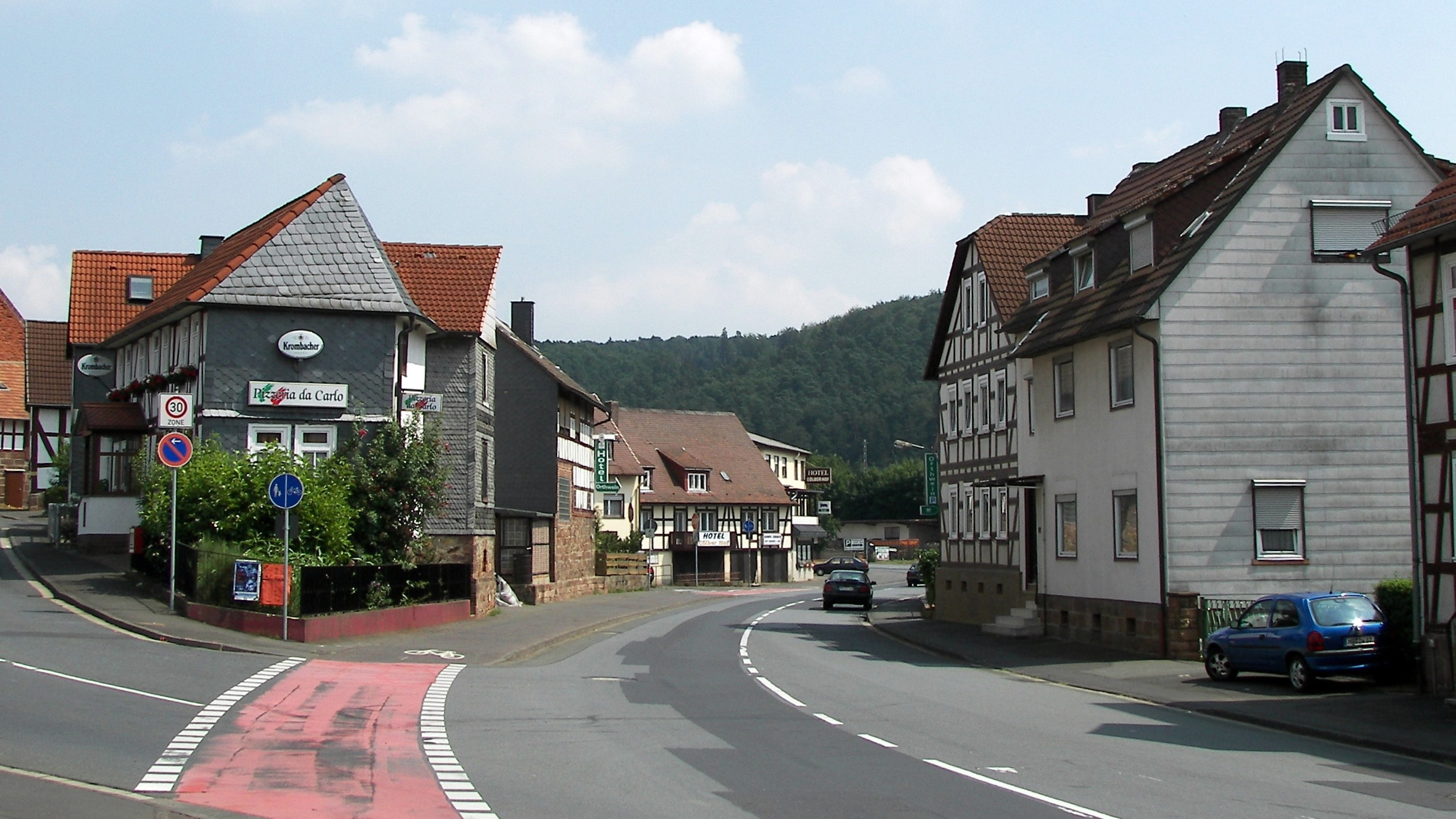
Кёльбе

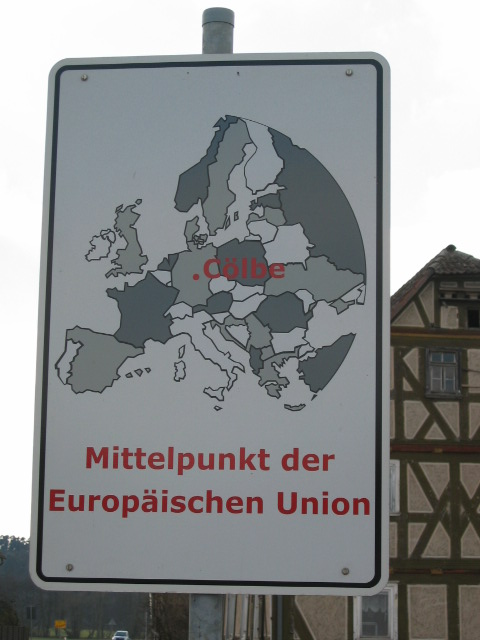
Кёльбе

Кёльбе (нем. Cölbe) — община в Германии, в земле Гессен. Подчиняется административному округу Гиссен. Входит в состав района Марбург-Биденкопф.  Население составляет 6964 человека (на 31 декабря 2010 года). Занимает площадь 26,66 км².